# Joseph Biondo
Joseph Biondo, nato Giuseppe Biondo, detto Little Rabbit (Barcellona Pozzo di Gotto, 16 aprile 1897 – New York, 10 giugno 1966), è stato un mafioso italiano naturalizzato statunitense e membro di spicco della famiglia criminale Gambino, con un ruolo centrale nelle attività legate al gioco d'azzardo. Per circa otto anni ricoprì anche l'importante posizione di vicecapo all'interno dell'organizzazione.

## Biografia
Nato a Barcellona Pozzo di Gotto, in Sicilia, Joseph Biondo emigrò negli Stati Uniti e si stabilì a New York City. Inizialmente visse nel Lower East Side di Manhattan, un quartiere dove entrò in contatto con futuri membri di spicco di Cosa Nostra. In seguito si trasferì a Jackson Heights, nel Queens, e possedeva anche una raffinata casa estiva a Long Beach, nello Stato di New York. Era sposato con Louise Volpe.

## Carriera criminale
La sua carriera criminale iniziò presto: fu arrestato per estorsione, omicidio e possesso illegale di armi da fuoco. In quegli anni faceva parte della famiglia mafiosa di Salvatore D’Aquila e collaborava nel contrabbando di alcolici con Umberto Valenti, un altro noto esponente mafioso. Nel 1919 fu condannato per reati legati agli stupefacenti. Nell’agosto del 1922 fu incriminato per omicidio a seguito di una sparatoria tra gang, ma le accuse vennero poi ritirate. Nel 1930 fu condannato per possesso illegale di una pistola, ma ricevette solo la libertà vigilata.
Durante il Proibizionismo, Biondo si immerse nel contrabbando di alcolici e sviluppò stretti legami con noti personaggi della malavita come il contrabbandiere Dutch Schultz e Charles "Lucky" Luciano. Spesso agiva come intermediario tra i due. Nel 1931 fu coinvolto nell’eliminazione del boss mafioso Salvatore Maranzano, un evento chiave nella riorganizzazione della mafia americana. Con la fine del Proibizionismo, Biondo spostò i suoi interessi verso il racket sindacale, in particolare nel settore dei taxi. Negli anni '30 raggiunse un ruolo di rilievo nel mondo mafioso, pur evitando di esporsi direttamente come capo. Avviò diverse attività legali, tra cui un’impresa di spedizioni nel Queens, un’agenzia immobiliare a Long Beach e una concessionaria d’auto a Flatbush, Brooklyn.
Nel 1938 fu accusato di estorsione ai danni di compagnie di taxi. Il 13 luglio dello stesso anno fu arrestato dalla polizia di New York nel Queens mentre era in auto con una donna. Si consegnò senza opporre resistenza e fu incarcerato. Tuttavia, nel 1942 il caso venne archiviato perché nessuno degli imputati era mai stato processato.
Nel 1957 Biondo e il suo alleato Carlo Gambino organizzarono l’uccisione del boss Albert Anastasia in un barbiere di Manhattan. Dopo l'assassinio, Gambino assunse il controllo della famiglia e nominò Biondo suo vicecapo. Ma nel 1965, Gambino iniziò a sospettare dell’eccessiva autonomia di Biondo. La rottura definitiva arrivò quando si scoprì che Biondo, insieme a Sam DeCavalcante della famiglia mafiosa omonima, aveva ottenuto profitti da una discarica per rifiuti nel New Jersey, tenendoli nascosti a Gambino per evitare di dividerli con la famiglia. Fu lo stesso DeCavalcante a rivelare il tutto, portando alla rimozione di Biondo dal suo ruolo di potere e alla sua sostituzione con Aniello Dellacroce.

## Morte
Joseph Biondo morì per cause naturali il 10 giugno 1966 a New York. È sepolto al Maple Grove Cemetery, situato nel Queens.